# Tijs Goldschmidt

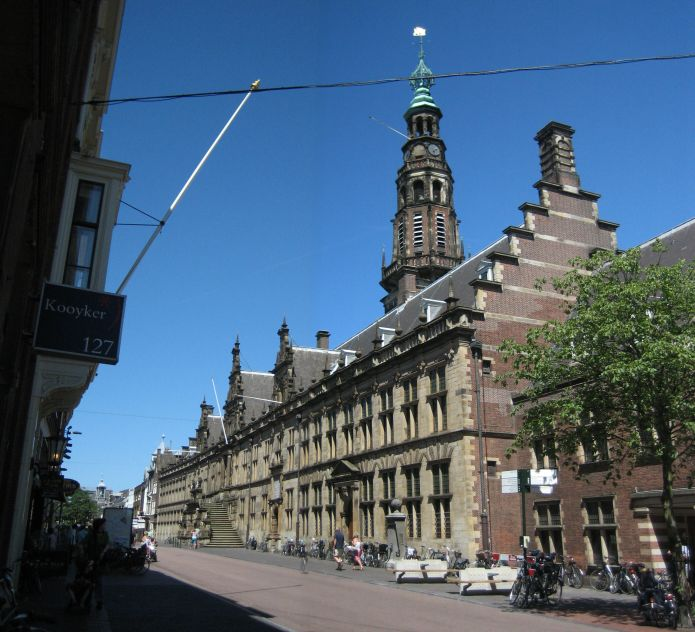
Ratusz w Lejdzie

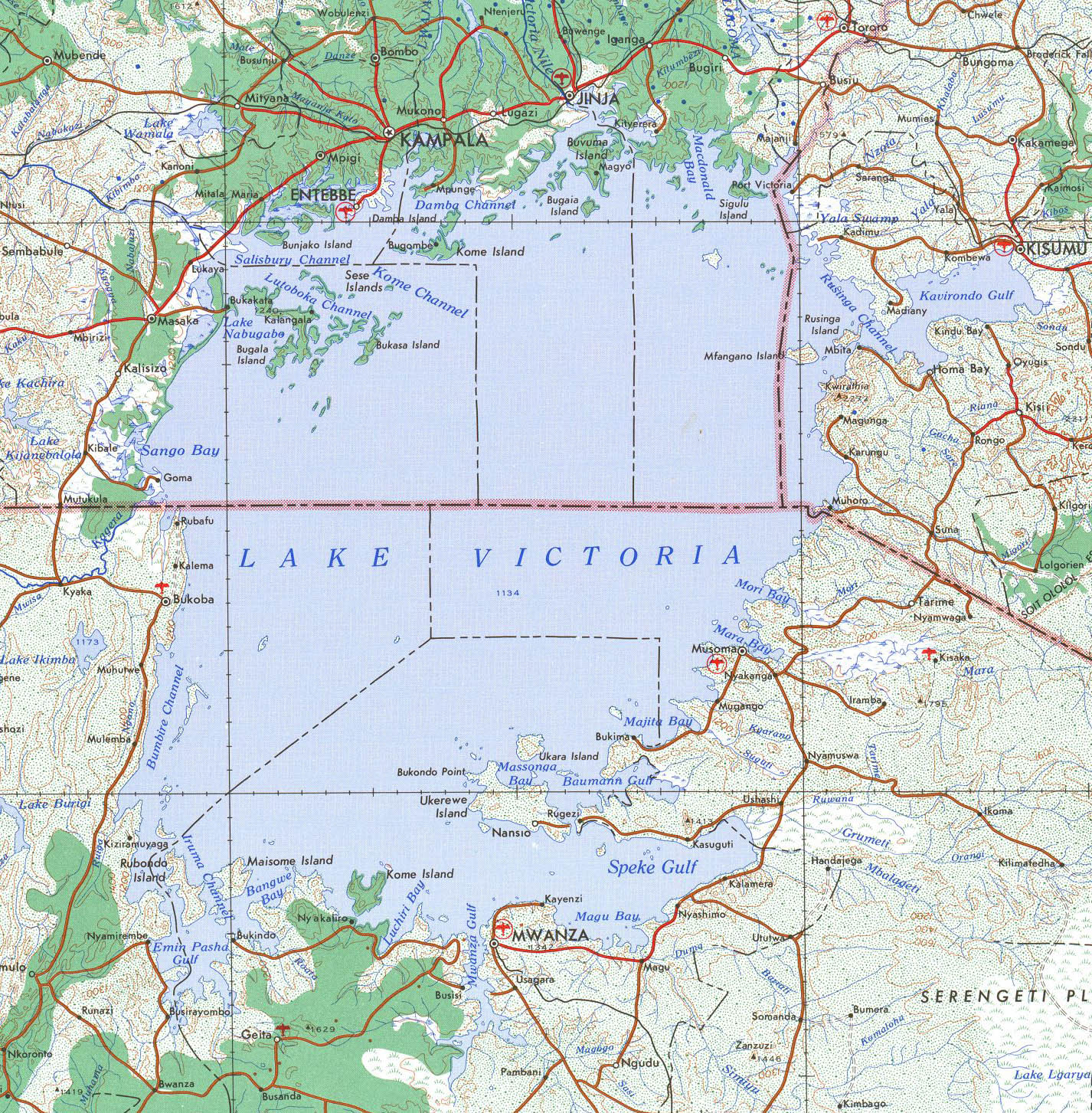
Jezioro Wiktorii – podział między Tanzanię, Ugandę i Kenię

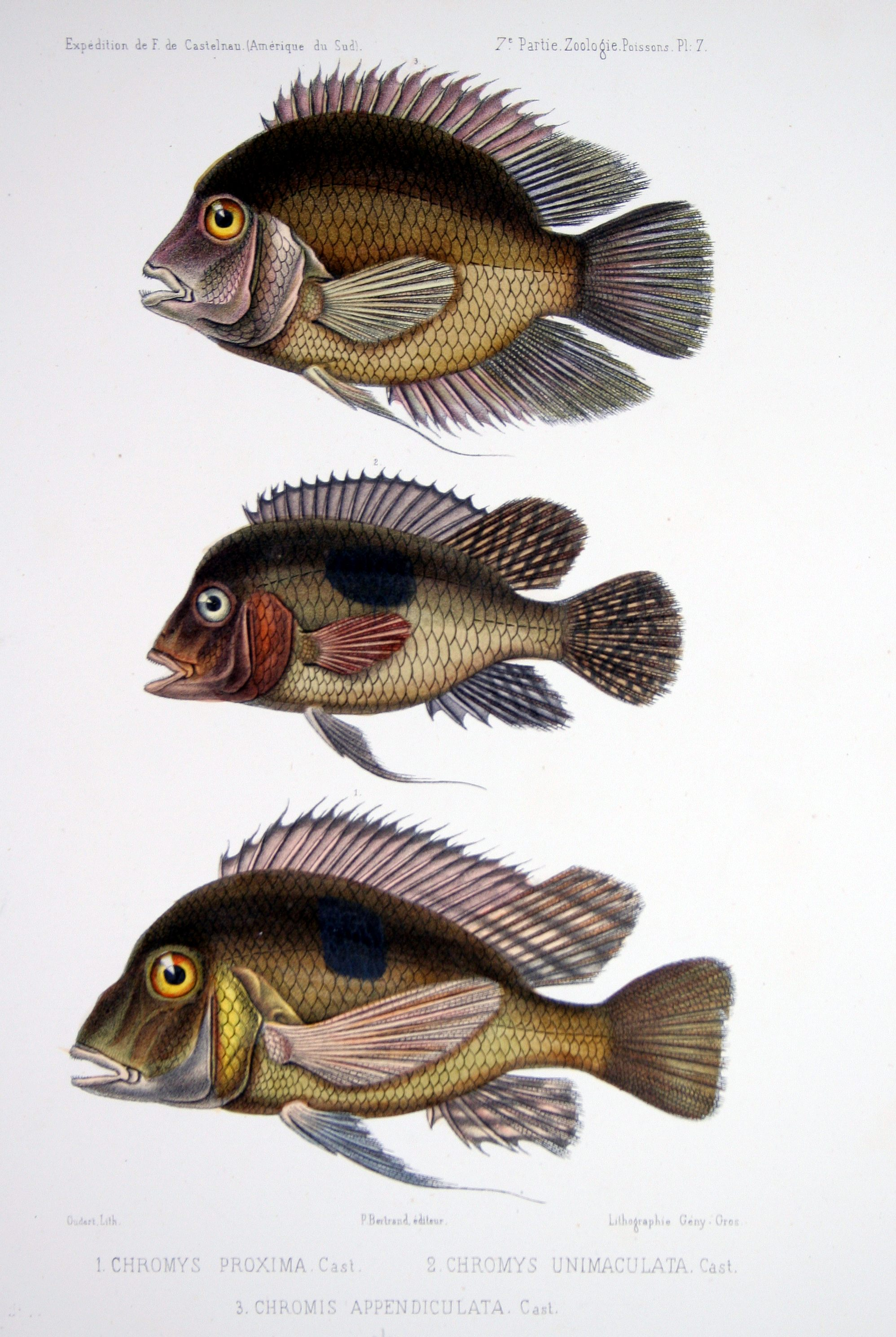
Pielęgnicowate

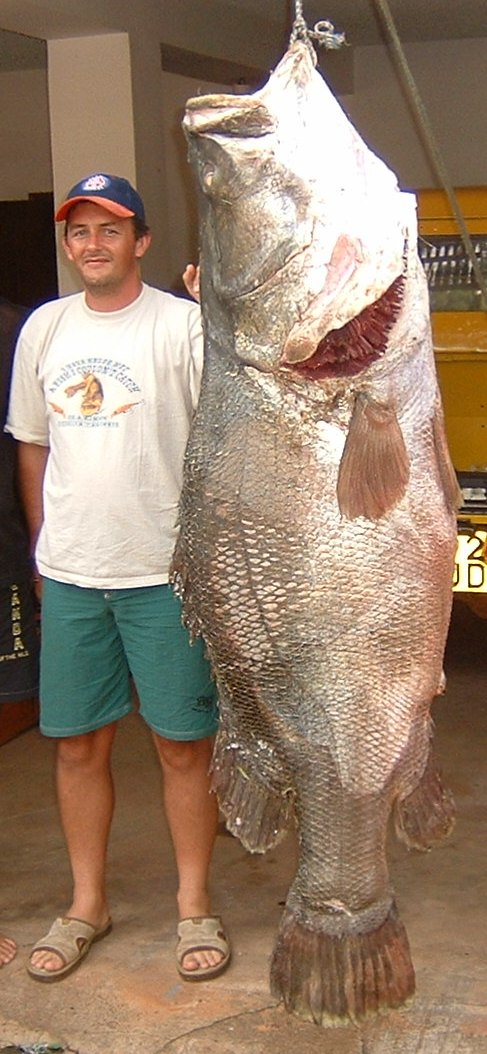
Okoń nilowy introdukowany do Jeziora Wiktorii w latach 50. XX w. osiąga 140 kg wagi (zob. też Koszmar Darwina)

Paul-Tijs Goldschmidt (ur. 30 stycznia 1953 w Amsterdamie) – holenderski biolog ewolucyjny i pisarz, znany przede wszystkim jako specjalista w dziedzinie radiacji adaptacyjnej pielęgnicowatych w Jeziorze Wiktorii, związany z Uniwersytetem w Lejdzie i Uniwersytetem im. Radbouda w Nijmegen; autor bestselleru Wymarzone jezioro Darwina. Dramat w Jeziorze Wiktorii, książki wydanej w dziewięciu wersjach językowych.

## Życiorys
Pradziad Tijsa Goldschmidta, Calmon, przybył do Holandii z Niemiec w roku 1860. Założył w Amsterdamie wytwórnię octu. Siostrzeniec Calmona był znawcą Talmudu i autorem książki niem. Über das Notwendigste (pol. O nieuchronności). Tijs Goldschmidt urodził się w Amsterdamie w roku 1953. Tam też ukończył liceum i zaczął studiować biologię. W Amsterdamie studiował też na Akademii Sztuk Pięknych. Tytuł magistra biologii otrzymał w roku 1980 po ukończeniu – z wyróżnieniem (cum laude) – studiów na Uniwersytecie w Lejdzie. Studiował pod kierownictwem wychowanków Niko Tinbergena (1907–1988), wybitnego etologa, laureata – wspólnie z Karlem von Frischem i Konradem Lorenzem – Nagrody Nobla (1973) za odkrycia dotyczące wzorców zachowań zwierząt.
W latach 1981–1986 T. Goldschmidt, jako pracownik naukowy uniwersytetu w Lejdzie, przebywał w Tanzanii, zajmując się przede wszystkim problemami specjacji „furu” – pielęgnicowatych z jeziora Wiktorii. Po powrocie do Lejdy przez kilka lat prowadził uniwersyteckie wykłady z zoologii (był też związany z Section Plant Genetics w Radboud University Nijmegen). W roku 1989 uzyskał doktorat. Jego popularnonaukowa książka na temat badań i pobytu w Tanzanii ukazała się po raz pierwszy w języku holenderskim w roku 1994 pod tytułem Darwins Hofvijver. Een drama in her Victoriameer. Zyskała dużą popularność i wkrótce została wydana w 8 innych wersjach językowych (m.in. pol. Wymarzone jezioro Darwina.Dramat w jeziorze Wiktorii, ang. Darwin's Dreampond. Drama in Lake Victoria, fr. Le vivier de Darwin: un drame dans le lac Victoria, niem. Darwins Traumsee: Nachrichten von meiner Forschungsreise nach Afrika, wł. Lo strano caso del Lago Vittoria. Storia naturale di un microcosmo in bilico Einaudi).
Recenzenci stwierdzili, że traktując losy furu z Jeziora Wiktorii jako biologiczne studium przypadku Goldschmidt rzetelnie, a równocześnie interesująco – z wykorzystaniem wielu anegdot dotyczących pobytu w Tanzanii – wyjaśnia podstawowe zagadnienia taksonomii, koncepcje w biologii ewolucyjnej (np. zagadnienia doboru naturalnego, specjacji allopatrycznej i sympatrycznej lub radiacji adaptacyjnej), wpływ gatunków introdukowanych na strukturę ekosystemu jeziora oraz na warunki życia ludzi w jego otoczeniu i zmiany lokalnych struktur społecznych.
Już przed ukazaniem się książki T. Goldschmit zrezygnował z pracy na uniwersytecie i poświęcił się pisarstwu, przede wszystkim różnym formom publicystyki. Uczestniczy w pracach Netherlands Institute for Advanced Study in the Humanities and Social Sciences. Był jednym z doradców naukowych w czasie realizacji filmu Darwin's Nightmare (Koszmar Darwina).

## Badania pielęgnicowatych z Jeziora Wiktorii
Od lat 50. XX w. liczne zespoły taksonomów, anatomów, genetyków, etologów, ekologów zajmują się ekosystemem Jeziora Wiktorii, próbując wyjaśnić mechanizm jego powstania i zapobiec niekorzystnym zmianom.
Jezioro, odizolowane od innych zbiorników wodnych, powstało ok. 12,5 tys. lat temu. W tym okresie zachodziła w nim szybka radiacja adaptacyjna, w wyniku której powstało ponad 500 nowych gatunków ryb z rodzaju Haplochromis (rodzina pielęgnicowate), noszących wspólną lokalną nazwę „furu”. Pod wrażeniem tych odkryć Tijs Goldschmidt napisał w książce Wymarzone jezioro Darwina. Dramat w Jeziorze Wiktorii:

To, czego dokonały pielęgnicowate, przyćmiło nawet radiację zięb Darwina i hawajek. Jest to najbardziej spektakularny przykład radiacji adaptacyjnej na świecie, jakby wyczarowany pałeczką magika, który co pewien czas czuje nieodpartą potrzebę, aby znowu prześcignąć samego siebie.

Haplochromis charakteryzują się bardzo dużą różnorodnością morfologiczną, behawioralną i ekologiczną – mają zróżnicowane nisze ekologiczne (różne preferencje pokarmowe i strefy żerowania). W latach 1981–1986 holenderski zespół naukowców z Lejdy, do którego należał Tijs Goldschmidt, wyłowił z wód zatoki Mwanza (nazwanej od nazwy regionu) i zbadał m.in. przedstawicieli ponad 130 gatunków furu rybożernych, ponad 29 gatunków owadożernych, 26 gatunków pedofagów (przechwytujących jaja i narybek pyszczaków), co najmniej 13 gatunków mułożernych i 13 – krewetkożernych, co najmniej 12 gatunków wyciągających ślimaki z muszli, 9 gatunków kruszących muszle ślimaków i 9 – odcinających liście, co najmniej 3 gatunków zdrapujących glony z kamieni, 2 gatunków czyszczących (usuwających pasożyty innych ryb), gatunku ryb zeskrobujących łuski z ogonowych części innych ryb. Uczestniczący w badaniach genetycy wykazali, że wszystkie gatunki tworzą jeden rój – pochodzą od jednego gatunku-przodka.
T. Goldschmidt szczegółowo badał mechanizmy specjacji, w tym przebieg doboru płciowego, na który mają wpływ trzeciorzędowe cechy płciowe, m.in. kształt, wielkość i kolor atrap jajowych na odbytowych płetwach samców oraz charakterystyczne ubarwienie ryb. W czasie tych badań wykorzystywał m.in. wcześniejsze obserwacje innych gatunków (np. ciernikowatych), w tym prowadzone przed II wojną światową w Lejdzie przez jego mistrza, Niko Tinbergena. Napisał m.in.:

Jeśli samice w dwóch populacjach tego samego gatunku gustują w różnych trzeciorzędowych cechach płciowych swoich partnerów, to wygląd samców w obu populacjach może się zacząć różnić. […] Wskutek […] różnic w pigmentacji ciała może dojść do izolacji rozrodczej obu populacji. Teoretycznie proces ten zajdzie szybko, zwłaszcza jeśli przeciwwaga w postaci doboru naturalnego sensu stricto jest ograniczona lub wręcz nie istnieje.

Obserwowany w ostatnich dziesięcioleciach wzrost mętności wód jeziora (spowodowany zmianami struktury ekosystemu) skomentował:

W miarę jak w narastających ciemnościach malała będzie zdolność samic do rozpoznawania samców swojego gatunku, proces stopniowego zanikania zróżnicowania gatunkowego furu w tych okolicach będzie narastał. Do niedawna nikt nie sądził, że mechanizm taki może być jedną z przyczyn wymierania gatunku.

## Publikacje (wybór)
Własne artykuły naukowe
(wykorzystane jako przypisy w książce Wymarzone jezioro Darwina; autorstwo i współautorstwo):
- The haplochromine cichlids in Lake Victoria: an assessment of biological and fisheries interests. [W:] M.H.A. Keenleyside (red.): Cichlid Fishes, Behaviour, Ecology and Evolution.Chapman and Hall, Londyn 1991, s. 258–279 (wsp. C.D.N. Barel, W. Ligtvoet, F. Witte, P.C. Goudswaard),
- Explosive speciation and adaptive radiation of haplochromine cichlids from Lake Victoria: an illustration of the scientific value of a lost species flock. Mitt. Int. Verein. Limnol. 23 (1992), s. 101–107 (wsp. F. Witte),
- On the possible role of egg mimics in speciation. Acta Biotheor. 34 (1990), s. 125–134 (wsp. J. de Visser),
- Reproductive strategies of zooplanktivorous haplochromine cichlids (Pisces) from Lake Victoria before the Nile perch boom. Oikos 58 (1990) s. 356–368 (wsp. F. Witte),
- Determinants of reproductive success of male sticklebacks in the field and in the laboratory. Neth. J. Zool. 40 (1990), s. 664–687 (wsp. Th.C.M. Bakker),
- Egg mimics in haplochromine cichlids (Pisces, Perciformes) from Lake Victoria. Ethology 88 (1991), s. 177–190,
- Selective copying in mate choice of female sticklebacks. Anim. Behav. 45 (1993), s. 541–547 (wsp. Th.C.M. Bakker),
- Inter-nest distance and sneaking in the three-spined stickleback. Anim. Behav. 44 (1992), s. 793–795 (wsp. S.A. Foster, P. Sevenster),
- Ecological segregation in zooplanktivorous haplochromine species (Pisces, Cichlidae) from Lake Victoria. Oikos 58 (1990), s. 343–355 (wsp. F. Witte, J. de Visser),
- The destruction of an endemic species flock: quantitative data on the decline of the haplochromine cichlids of Lake Victoria. Environ. Biol. Fishes 3 (1992), s. 1–28 (wsp. F. Witte, J. Wanink, M.J.P. van Oijen, P. Goudswaard, E.L.M. Witte-Maas, N. Boutton),
- Dynamics of the Haplochromine cichlid fauna and other ecological changes in the Mwanza-Gulf of Lake Victoria, [W:] T.J.Pitchher, P.J.B. Hart (red.): Impact of Species Changes on African Lakes. Chapman and Hall, Londyn 1995, s. 83–110 (wsp. F. Witte, J. Wanink),
- Cascading effects of the introduced Nile perch on the detritivorous/phytoplankktivorous species in the sublittoral areas of Lake Victoria. Conservation Biology 7 (1993), s. 686–700 (wsp. F. Witte, J. Wanink).

Kolejne artykuły ukazały się po opublikowaniu książki, m.in.:
- Cichlid species diversity in naturally and anthropogenically turbid habitats of Lake Victoria, East Africa Aquatic Sciences 75 (2), s. 169–183 (wsp. F. Witte, O. Seehausen, J.H. Wanink, M.A. Kishe-Machumu, M. Rensing)[13].

Inne opublikowane teksty
Jako pisarza i publicystę T. Goldschmidta cechuje wielka różnorodność poruszanych tematów. Zajmuje się zarówno tematyką z dziedziny różnych nauk przyrodniczych, jak zagadnieniami psychologicznymi i socjologicznymi lub z pogranicza różnych dziedzin – pisze np. o ptakach, rybach i biogeografii wysp, prezentuje sylwetki interesujących ludzi (znanych biogeografów, ewolucjonistów, biologów, pisarzy, malarzy), analizuje  koncepcje memetyki, problemy pochodzenia języka i poezji, podobieństwa między człowiekiem i zwierzęciem, możliwości przeciwdziałania dramatycznym zjawiskom krzywdzenia ludzi i zwierząt (sytuacjom, w których przeciętnie wrażliwy człowiek odczuwa „zastępczy wstyd” za innych ludzi i „chciałby odwrócić wzrok”). Recenzenci stwierdzają, że w tych tematycznie różnorodnych tekstach czytelnicy zawsze odnajdują zaskakujący dodatkowy wymiar, wskazujący np. związki między antropologią i sztuką, historią naturalną i kulturą. W Digitale Bibliotheek voor de Nederlandse Letteren (DBNL) znajdują się m.in.:
- Een olifant in de Schwebebahn (2000)[15],
- Oversprongen (2000) – m.in. o szpakach naśladujących telefony komórkowe, gibonach, które zachowują się jak dżentelmeni z lasów deszczowych i sójkach, które nie mówią prawdy o miejscach ukrycia swoich żołędzi oraz cenionych przez autora ludziach sztuki i nauki (Lucassen i Emiliy Kame Kngwarreye[16], Niko Tinbergen, Dick Hillenius[17]), w tym m.in. Het feest als slagveld[18],
- De andere linkerkant (2003) – o tajemnicy percepcji prawej i lewej strony[c]
- Wegkijken (2004) – o działaniu wstydu i „zastępczego wstydu” (ang. vicarious shame[19]) ze zdjęciami wykonanymi m.in. przez Casa Oorthuysaa, Gilles'a Peressa i Susan Meiselas[20],
- Kloten van de engel – refleksje na temat naturalności kultury (2007),
- Doen als je doet alsof (2008).

## Wyróżnienia
Książka Darwins Hofvijver została wydana w 9 wersjach językowych, m.in. w wersji niemieckiej, francuskiej, włoskiej, chińskiej i polskiej. W roku 1995 otrzymała nominację do prestiżowej literackiej nagrody AKO. W portalu Wheelers Books znalazła się w roku 1997 na „Shortlisted for Natural World Book”. W roku 2001  Tijs Goldschmidt otrzymał wielką nagrodę literacką im. Jana Hanlo (Jan Hanlo Essayprijs Groot) za pracę Oversprongen.
Na początku roku 2013 były współpracownik T. Goldschmidta, dr Frans Witte doniósł, że zespołowi naukowców z Naturalis Biodiversity Center (Research Department Marine Zoology) i Institute of Biology Leiden (Section Integrative Zoology) udało się jednoznacznie opisać dwa nowe gatunki Haplochromis, różniące się charakterystycznymi atrapami jajowymi na płetwach odbytowych samców. Jeden z tych gatunków nazwano H. goldschmidti. Uhonorowano w ten sposób kolegę, któremu 25 lat wcześniej szybkie wówczas wymieranie furu z zatoki Mwanza uniemożliwiło jednoznaczne potwierdzenie słuszności swojej koncepcji, dotyczącej ewolucyjnej roli tych atrap. Drugi z oznaczonych gatunków nazywano H. argens (nawiązanie do H. „dusky argens” – tymczasowej nazwy tych ryb, stosowanej w czasie pracy doktorskiej T. Goldschmidta).